# Кало, Гильермо
Гильермо Кало (при рождении Карл Вильгельм Кало; 26 октября 1871 — 14 апреля 1941) — мексиканский фотограф немецкого происхождения. Он фотографически задокументировал важные архитектурные работы, церкви, улицы, достопримечательности, а также промышленность и компании в Мексике в начале XX века; из-за этого его работа имеет не только художественную ценность, но и историческую и документальную значимость. Отец художницы Фриды Кало.

## Ранние годы и образование
Кало родился в Пфорцхайме, Великом княжестве Баденском, Германской империи (ныне в Баден-Вюртемберге, Германия), в семье ювелира Якоба Генриха Кало и Генриетты Кауфманн. Его дочь Фрида Кало утверждала, что он был венгерско-еврейского происхождения. В книге 2005 года Габи Франгер и Райнера Хюле прослеживается генеалогия Кало, и в ней говорится, что «несмотря на легенду, распространяемую Фридой, Гильермо не имел еврейских венгерских корней, но был рожден лютеранскими родителями, которые происходили из семей, проживающих во Франкфурте и Пфорцхайме.».
Он учился в университете Нюрнберга. Его отец оплатил ему поездку в Мексику в 1891 году, так как он не ладил со своей мачехой. В Мексике Вильгельм принял испанский эквивалент своего имени «Гильермо». В июле 1894 года он запросил мексиканское гражданство.

## Карьера
Самая ранняя известная фоторабота Кало относится к 1897 году. Его первый проект с министром финансов Хосе Ивом Лимантуром был осуществлён в 1900 году.
Кало обычно использовал большие стеклянные фотопластины размером от 8х10 до 11х14 дюймов.
В 1901 году он создал фотостудию, работая на El Mundo Ilustrado и Semanario Ilustrado . Правительство поручило ему сделать архитектурные фотографии, ставшие, вероятно, его лучшими произведениями. Он также фотографировал церкви с другими фотографами для шеститомного обзора в 1920-х годах.

## Личная жизнь
Кало женился на Марии Кардене в августе 1893 года. В ту ночь, когда она умерла, родив третьего ребёнка, он попросил Антонио Кальдерона руку его дочери Матильды. После свадьбы Кало отослал своих дочерей от первого брака в монастырь.
Кало и Кальдерон стали родителями художниц Фриды Кало и Кристины Кало. Фрида однажды сказала, что в детстве она иногда присутствовала при эпилептических припадках отца и оказывала ему помощь.
Гильермо Кало умер 14 апреля 1941 года в районе Койоакан города Мехико.

## В популярной культуре
Роль Гильермо Кало исполнил Роджер Рис в фильме 2002 года «Фрида» .